# 宮腰昭男
宮腰 昭男（みやこし あきお、1945年 - ）は、日本の工学者。工学博士（北海道大学）。札幌大学元学長・札幌大学女子短期大学部元学長。小樽市生まれ。
北海道小樽潮陵高等学校、北海道大学工学部卒、同大学院工学研究科博士課程修了、札幌大学経済学部助教授、同経営学部教授、経営学部長、情報メディアセンター長、入試部長などを歴任後、2003年4月札幌大学・同女子短期大学部学長に就任。2011年学長退任。札幌大学退職。北海道ハイテクノロジー専門学校客員講師(2015年まで)。現在、札幌大学名誉教授。
公職に北海道医師会医政検討委員会委員、札幌市医師会医療情報システム顧問ほか。

## 研究領域
最適炉などの高効率廃棄物発電技術開発に関する研究のほか、近年は地域医療計画および地域医療実態や老人医療費、病院経営などの調査研究なども幅広く研究対象としている。

## 主要論文
- 大内東,加地郁夫と共著『分枝限定法による最適炉停止問題の解法』（日本原子力学会誌 20巻10号, 1978年）
- 大内東,加地郁夫と共著『メンテナンス時間を考慮したエネルギー評価による最適炉停止制御』（システムと制御 28巻2号, 1984年）
- 『患者動態分析に基づく地域医療計画についての考察』（病院管理 27号, 1990年）
- 李恒善と共著『韓国におけるベンチャービジネス育成に関する考察 : 大学創業保育センタを中心に』（産研論集 26号, 2002年）